# Kerima (Schauspielerin)

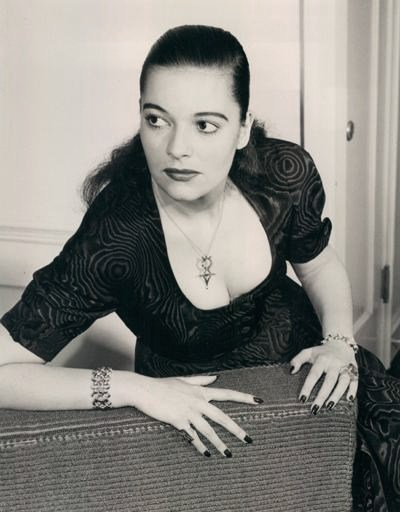
Kerima (Werbefoto 1952)

Kerima, gebürtig Miriam Charrière (* 10. Februar 1925 in Toulouse, Frankreich) ist eine französische Filmschauspielerin mit vorhergehender Model-Karriere.

## Leben und Wirken
Miriam Charrière hatte kurz nach Ende des Zweiten Weltkriegs mehrere Semester Medizin studiert und nebenbei etwas gemodelt. 1950 entdeckte sie der britische Regisseur Carol Reed, als er für seine in Indonesien spielende Joseph-Conrad-Verfilmung Der Verdammte der Inseln eine dunkle, exotische und enigmatische Schauspielerin für die zentrale Rolle der Aissa suchte. Als er sie in Miriam Charrière gefunden hatte, verpasste ihr der Produzent Alexander Korda den Künstlernamen Kerima, und das deutsche Nachrichtenmagazin Der Spiegel setzte sie noch während der Dreharbeiten als erste Publikation überhaupt in seiner Ausgabe vom 24. Januar 1951 auf das Titelbild (Bildunterschrift: „Atombombe von Frau“). Weitere Titelbilder 1951/52 bei italienischen, französischen und britischen Magazinen sollten folgen.
Derart schlagartig zu Ruhm gekommen, interessierten sich fortan überwiegend italienische Produzenten für die sehr südländisch wirkende, glutäugige Nachwuchsdarstellerin und gaben ihr zentrale Rollen in weit weniger als ihr Filmeinstand bedeutenden Produktionen. Meist hatte Kerima leidenschaftliche Frauen aller Arten zu spielen. Eine Nebenrolle als Königin Nailla in dem amerikanischen Monumentalspektakel Land der Pharaonen von Howard Hawks und eine weitere als die Schwester der Hauptdarstellerin in der Graham-Greene-Verfilmung Vier Pfeifen Opium brachten jedoch keine Hollywood-Karriere Kerimas in Gang. Anfang der 1960er Jahre beendete die Französin weitgehend die Filmschauspielerei – zwei Auftritte in britischen Produktionen 1972 besaßen kaum mehr als Gastspielcharakter – und heiratete 1964 den Bond-Film-Regisseur Guy Hamilton. Im Laufe der 1970er Jahre übersiedelte das Ehepaar nach Mallorca, wo Kerima auch nach Hamiltons Tod im Jahr 2016 noch lebt.

## Filmografie
- 1951: Der Verdammte der Inseln (Outcast of the Islands)
- 1953: Die Wölfin von Kalabrien (La lupa)
- 1953: Sizilianische Leidenschaft (Cavalleria rusticana)
- 1953: Das Schiff der verlorenen Frauen (La nave delle donne maledette)
- 1954: Bringt ihn lebend…! (Tam tam mayumbe)
- 1954: Io sono la primula rosa
- 1955: Land der Pharaonen (Land of the Pharaohs)
- 1956: Liebe unter heißem Himmel (Goubbiah, mon amour)
- 1957: Vier Pfeifen Opium (The Quiet American)
- 1958: Aufstand der Gladiatoren (La rivolta dei gladiatori)
- 1959: Theaterträume (Il mondo dei miracoli)
- 1959: Die Rache der Borgias (La notte del grande assalto)
- 1961: Jessica (La Sage-femme, le Curé et le Bon Dieu)
- 1972: The Love Box
- 1972: Gene Bradley in geheimer Mission (TV-Serie, Folge: Love Always, Magda)